# Generaliserad integral

## Definition
En integral {\displaystyle \int \limits _{a}^{b}f(x)dx} sägs vara generaliserad om {\displaystyle f(x)} inte är definierad, är obegränsad i ett ändligt antal punkter och minst i en punkt på {\displaystyle [a,b]}, eller om en integrationsgräns formellt ersatts med {\displaystyle \infty } eller {\displaystyle -\infty }. 
En multipelintegral {\displaystyle \int \ldots \int _{D}fdx_{1}\ldots dx_{n}} sägs vara generaliserad om {\displaystyle f} är obegränsad, odefinierad i någon del av {\displaystyle D}, eller om {\displaystyle D} är obegränsad.

## Betydelse
Antag att {\displaystyle f(x)} är definierad på intervallet {\displaystyle [a,b]}. Då definieras {\displaystyle \int _{a}^{b}f(x)dx:=\lim _{c\rightarrow b}\left(\int _{a}^{c}f(x)dx\right)}, {\displaystyle \int _{a}^{\infty }f(x)dx:=\lim _{c\rightarrow \infty }\left(\int _{a}^{c}f(x)dx\right)} och {\displaystyle \int _{a}^{-\infty }f(x)dx} analogt.
Alla generaliserade integraler kan överföras till en linjärkombination av de ovanstående tre integralerna.
Om {\displaystyle f({\bar {x}})\geq 0\forall {\bar {x}}\in D} och {\displaystyle \int \ldots \int _{D}fdx_{1}\ldots d_{n}} är generaliserad så definieras {\displaystyle \int \ldots \int _{D}fdx_{1}\ldots d_{n}:=\lim _{p\rightarrow \infty }\int \ldots \int _{E_{p}}fdx_{1}\ldots d_{n}}, där {\displaystyle (E_{n})} är en uttömmande svit till {\displaystyle D}. Om {\displaystyle f} växlar tecken på {\displaystyle D} så definieras {\displaystyle \int \ldots \int _{D}fdx_{1}\ldots d_{n}:=\int \ldots \int _{\Omega _{+}}fdx_{1}\ldots d_{n}-\int \ldots \int _{\Omega _{-}}fdx_{1}\ldots d_{n}}, där {\displaystyle \Omega _{+}\cap \Omega _{-}=\emptyset \land \Omega _{+}\cup \Omega _{-}=D\land f({\bar {x}})\geq 0\forall {\bar {x}}\in \Omega _{+}\land f({\bar {x}})\leq 0\forall {\bar {x}}\in \Omega _{-}}.

## Konvergens
En generaliserad integral {\displaystyle \int _{a}^{b}f(x)dx} säges konvergera om gränsvärdet i definitionen av generaliserad integral existerar ändligt. Om integralen inte konvergerar säges den divergera.